# Petricolaria pholadiformis
Fausse pholade, Pétricole d'Amérique
Espèce
Petricolaria pholadiformis, connue sous les noms vernaculaires de fausse pholade, de pétricole d'Amérique, de pétricole pholadiforme et de fausse aile d'ange, est une espèce de mollusques bivalves marins de la famille des Petricolidae ou, plus récemment, des Veneridae, sous-famille des Petricolinae selon WoRMS notamment.

## Description
Petricolaria pholadiformis ressemble beaucoup à la pholade  (Cyrtopleura costata (en)), la principale différence entre elles étant que la pétricole n'a pas les apophyses de la pholade (les ailes en forme de cuillères situées près de l'umbo). Ce mollusque croît jusqu'à atteindre 30 à 65 cm de long et est de couleur blanc crayeux à jaunâtre. Il présente des stries rayonnantes à partir du bec, ainsi que des stries de croissance moins fortement marquées, parallèles au bord
.

## Distribution

### Origine
Cette espèce vivait à l'origine le long de la côte est des Amériques, depuis le golfe du Saint-Laurent jusqu'en Uruguay,
.
Valves droite et gauche du même spécimen :

Valve droite
Valve gauche

### Introduction
Cette palourde a été introduite et s'est établie autour des îles Britanniques (vers 1890) et sur la côte ouest des États-Unis, où elle a été découverte dans la baie de San Francisco en 1927,. Elle a presque remplacé complètement l'espèce indigène Barnea candida en Belgique et aux Pays-Bas.